# Рясной (хутор)
Рясно́й — хутор в Егорлыкском районе Ростовской области.
Входит в состав Егорлыкского сельского поселения.

## Население
| 1989 | 2002 | 2010 |
| ---- | ---- | ---- |
| 97   | →97  | ↗119 |

## Улицы
На хуторе имеется одна улица: Степная.